# معبد بعل شمين
معبد بعل شمين، هو معلم أثري في مدينة تدمر السورية، مكرس لعبادة إله السماء الكنعاني بعل شمين. تعود أقدم مراحل بنائه إلى أواخر القرن الثاني قبل الميلاد، بينما شُيّد مذبحه في عام 115 ميلادي، وخضع لعملية إعادة بناء واسعة في عام 131 ميلادي. يُعتقد أن المعبد أُغلق خلال فترة اضطهاد الوثنيين في أواخر العهد الروماني، ضمن حملة قادها ماتيرنوس كينيجيوس الحاكم البريتوري لأوريانس، بين 25 مايو 385 و19 مارس 388 ميلادي. ومع انتشار المسيحية في المنطقة خلال القرن الخامس الميلادي، تم تحويل المعبد إلى كنيسة.
في عام 1864، كان المصور والضابط البحري الفرنسي لويس فينيس أول من التقط صورًا للمعبد خلال رحلته إلى البحر الميت، التي كانت برعاية دوق دو لوين.
اعتُبر المعبد أحد أكثر الهياكل الأثرية اكتمالًا في تدمر، وفي عام 1980، أدرجته منظمة اليونسكو ضمن قائمة مواقع التراث العالمي.
في عام 2015، دمر تنظيم الدولة الإسلامية (داعش) معبد بعل شمين بعد سيطرته على تدمر خلال الحرب الأهلية السورية.

## الطراز المعماري
كان المعبد جزءًا من مجمع معماري واسع يضم ثلاثة أفنية، ويعكس مزيجًا فريدًا من الأساليب السورية القديمة والتأثيرات الرومانية. استلهمت نسب المعبد وتيجان أعمدته من الطراز الروماني، في حين اتبعت التفاصيل المعمارية فوق الساكف والنوافذ الجانبية التقاليد السورية. كما أظهرت الزخارف الدقيقة لأوراق الأكانتس في الطراز الكورنثي تأثيرًا مصريًا واضحًا.
تميز المعبد بواجهة ذات رواق أمامي مدعوم بستة أعمدة، مع بقايا للطنف، فيما استوحى تصميم القاعة الداخلية من العمارة الكلاسيكية، حيث زُينت الجدران الجانبية بأعمدة مسطحة تضفي عليها طابعًا مميزًا.

## النقوش
نقشت كتابات باليونانية والتدمرية على كتيفة العمود التي كانت تحمل تمثال راعي المعبد، المسؤول التدمري مالي أغريبا، وتشير إلى أن بناء المعبد اكتمل في عام 131 ميلادي. قام مجلس الشيوخ في تدمر بتكريس هذا النقش تكريمًا لمالي أغريبا تقديرًا لجهوده في تشييد المعبد، الذي خُصص لعبادة بعل شمين، إله السماء السامي، وذلك احتفاءً بزيارة الإمبراطور الروماني هادريان إلى تدمر حوالي عام 129 ميلادي. الترجمة العربية للنقش هي:
| معبد بعل شمين | صنع مجلس الشيوخ والشعب هذا التمثال تكريمًا لمالي أغريبا، ابن يرحاي، ابن ليشامش راعي، الذي شغل منصب الكاتب للمرة الثانية خلال زيارة الإمبراطور هادريان للمدينة. قدّم أغريبا الزيت للمواطنين، وللقوات، وللأجانب الذين رافقوه، واهتم بمخيماتهم. كما قام ببناء المعبد والرواق وزخرفته بالكامل على نفقته الخاصة تكريمًا للإله بعل شمين ودورهلون. | معبد بعل شمين |

## السرقة
تعرضت أجزاء من المعبد لأضرار جزئية بسبب القصف في عام 2013 خلال الحرب الأهلية السورية. كما تعرض الركن الجنوبي الشرقي لجدار المعبد لأضرار إضافية نتيجة أعمال النهب، حيث قام اللصوص بفتح فتحتين لسرقة أثاث دار الضيافة المجاور.

## التدمير

صورة دعائية لتنظيم داعش تُظهر تدمير المعبد في عام 2015.

في مايو 2015، سيطر تنظيم الدولة الإسلامية (داعش) على مدينة تدمر، وهو تنظيم إرهابي معروف بتدميره للمباني الدينية القديمة. ادعى التنظيم بعد فترة قصيرة من سيطرته أنه لا يعتزم هدم المباني في موقع تدمر المدرج ضمن التراث العالمي، لكنه أشار إلى أنه سيدمر أي قطعة أثرية يعتبرها "وثنية".
في 23 أغسطس 2015 (أو في وقت سابق من يوليو وفقًا لبعض التقارير)، فجر مسلحو داعش كمية كبيرة من المتفجرات داخل معبد بعل شمين، مما أدى إلى تدميره بالكامل. وأكد مأمون عبد الكريم مدير المديرية العامة للآثار والمتاحف السورية تدمير المعبد. ظهرت صور على وسائل التواصل الاجتماعي تظهر عملية التفجير وبقايا المعبد بعد التدمير. وصفت اليونسكو تدمير المعبد بأنه "جريمة حرب". وقد تم التحقق من التدمير بشكل مستقل من خلال قمر صناعي فرنسي، الذي التقط صورًا للأنقاض بعد أيام قليلة.
بعد تدمير المعبد، أعلن معهد الآثار الرقمية عن خطط لإنشاء سجل رقمي للمواقع والقطع الأثرية المهددة من قبل داعش. في إطار هذا المشروع، سيقوم المعهد، بالتعاون مع اليونسكو، بنشر 5000 كاميرا ثلاثية الأبعاد للشركاء في منطقة الشرق الأوسط، لاستخدامها في مسح المواقع والقطع الأثرية.
بعد استعادة الجيش السوري لتدمر في مارس 2016، أعلن مدير الآثار مأمون عبد الكريم أنه سيتم إعادة بناء معبد بعل شمين، إلى جانب معبد بل والقوس الأثري، باستخدام البقايا المتبقية (إعادة البناء).